# Partizanii iugoslavi

Steagul partizanlor iugoslavi

Partizanii (alfabetul chirilic: Партизани) a fost o mișcare socialistă de rezistență armată împotriva forțelor Axei și a colaboratorilor lor din Balcani în timpul Războiului de eliberare națională a Iugoslaviei, parte a celui de-al Doilea Război Mondial. Mișcarea s-a dezvoltat treptat, pentru a se transforma în ceea ce a devenit cunoscut drept Armata de eliberare națională a Iugoslaviei. 

## Origini

Steagul prieteniei croato-sârbe, unul dintre primele drapele folosit de partizani

În aprilie 1941, Regatul Iugoslaviei a fost invadat de Germania Nazistă. Pe 30 iulie, insurgenții iugoslavi și-au făcut pentru prima oară simțită prezența printr-o acțiune armată. Participanții la această primă lovitură s-au îndreptat spre Kopaonik de unde, împreună cu alți insurgenți din valea Ibar și din satele de munte, s-au organizat într-o formație importantă de luptă anti-Axă. Pe 10 august 1941 a fost formată în satul de munte Stanulović, „Cartierul general al partizanilor din Kopaonik”. Regiunea asupra căreia și-au exercitat autoritatea pentru doar 42 de zile a fost numită „Republica Minerilor”. Acești insurgenți s-au alăturat ceva mai târziu lupătorilor de sub comanda lui Josip Broz Tito – „Armata populară de eliberare și detașamentele de partizani ai Iugoslaviei”. 
Partizanii iugoslavi au purtat numele oficial de „Armata populară de eliberare și detașamentele de partizani ai Iugoslaviei” (în limbile slovenă: Narodnoosvobodilna vojska in partizanski odredi Jugoslavije; sârbocroată: Narodno-oslobodilačka armija i partizanski odredi Jugoslavije/Народно-ослободилачка армија и партизански одреди Југославије și macedoneană: Народно-ослободителна војска и партизански одреди на Југославија/Narodno osloboditelna vojska i partizanski odredi na Jugoslavija) – și s-a aflat sub comanda directă a mareșalului Tito și a Politburoului Partidului Comunist Iugoslav. 
Forțele de ocupație au adoptat o politică atât de dură față de populația locală, inclusiv prin represaliile îndreptate împotriva populație civile, ca răspuns la uciderea în luptă a sloldaților Axei, încât partizanii nu numai că s-au bucurat de un sprijin uriaș din partea populației, dar insurgenții au devenit în scurtă vreme unica șansă de supraviețuire pentru numeroși civili.

## Înființarea
Prima mișcare de rezistență a fost formată în Liubliana, Slovenia, pe 26 aprilie 1941, (deși, mai târziu, era sărbătorită oficial ziua de 27 aprilie). Numele acestei prime mișcări a fost „Frontul antiimperialist”. Mai târziu, a fost rebotezată „Frontul de eliberare a poporului sloven” (în limba slovenă: Osvobodilna fronta, OF). În rândurile OF luptau comuniști, social-creștini, membri ai mișcării slovene de tineret „Șoimii” și alte câteva grupuri mai mici. 
În Croația a apărut pe 22 iunie 1941 „Brigada I de partizani din Sisak” în localitatea Sisak, prima mișcare armată de rezistență antigermană. Nașterea acestei mișcări de rezistență a coincis cu momentul declanșării Operațiunii Barbarossa. 
În luptele împotriva forțelor Axei au fost implicate diferite formații, mai mult sau mai puțin legate de Partidul Comunist Iugoslav. Partidul Comunist Iugoslav a hotărât declanșarea unei insurecții armate pe 4 iulie 1941, o dată care avea să fie celebrată mai târziu în RSF Iugoslavia ca „Ziua partizanilor”. Tradiția spune că Žikica Jovanović Španac a tras primul foc pe 7 iulie 1941, zi care avea să fie proclamată după târziu sărbătoarea oficială a Republicii Socialiste Serbia.
În toamna anului 1941, partizanii au înființat Republica de la Užice în teritoriile pe care le eliberaseră în vestul Serbiei. În 1941, trupele germane au reocupat teritoriul republicii, iar majoritatea partizanilor au reușit să scape în Bosnia. Cam în acest timp s-a petrecut ruptura dintre partizanii comuniști și regaliștii cetnici, relațiile dintre cele două mișcari ajungând la conflict direct. 
Pe 22 decembrie 1941, partizanii au foramat „Brigada I proletară” – prima unitate militară regulată capabilă să conducă operațiuni armate în afara regiunii pe care o controla. Această dată a fost proclamată în perioada postbelică „Ziua Armatei Populare Iugoslave”. Pe 1 martie 1942, toate unitățile de partizani s-au unit în forța regulată „Jugoslovenska narodna armija (Armata Populară Iugoslavă)”.
Pe 19 septembrie 1942, partizanii din Dalmația au format prima unitate navală formată din vase de pescuit, care a evoluat gradual într-o forță formidabilă, capabilă să se angajeze în conflicte deschise cu Regia Marina (Marina Militară Italiană) și cu Kriegsmarine (Marina Militară Germană) și să organizeze operațiuni complexe amfibii. 
În mai 1942, doi piloți ai „Gărzii Naționale Croate”, Franjo Kluz și Rudi Cajevec, au trecut de partea partizanilor din Bosnia și și-au folosit aparatele în luptele împotriva forțele Axei. Deși această forță aeriană a avut o perioadă scurtă de existentă datorită lipsei infrastructurii, mișcarea iugoslavă de partizani a fost prima mișcare insurgentă care a avut propria lor forța aeriană. Partizanii au reușit să reconstruiască forța lor aeriană, după ce au primit aparate de zbor, echipament, iar piloții iugoslavi au fost antrenați de Royal Air Force în 1944.

## Operațiunile de luptă
Partizanii și Armata Populară de Eliberare au pornit o campanie de gherilă care a câștigat treptat sprijinul populației civile. Au fost organizate „Comitete populare” care au funcționat ca „guverne” locale în regiunile eliberate și au reușit chiar să pună pe picioare fabrici pentru producția de război. 
La începuturile mișcării de partizani, forțele lor erau relativ puțin numeroase, slab înarmate și toatal lipsite de infrastructură. Dar ei avut două avantaje majore față de alte formațiuni paramilitare din fosta Iugoslavie:
- în rândurile partizanilor luptau un corp mic dar foarte bine instruit, format din veterani ai războiului civil spaniol, care, spre deosebire de alte mișcări insurgente ale momentului, luptaseră în condițiile războiului mecanizat modern.
- mișcare de partizani igoslavi a s-a bazat în primul rând pe ideologia comunistă și mai puțin pe componenta etnică. De aceea, partizanii au avut parte de sprijin în aproape toate colțurile țării, spre deosebire de alte formații paramilitare, care au fost limitate numai la teritoriile cu o anumită majoritate etnică – sârbă sau croată. Această caracteristică le-a permis unităților de partizani să se miște cu ușurință pe teritorii vaste și să recruteze noi soldați din diferite regiuni ale țării. Acest ultim avantaj a devenit mai evident în fazele finale ale războiului

Forțele de ocupație și cele ale colaboaraționiștilor erau conștienți de forța în creștere a partizanilor și au încercat să declanșeze o serie de șapte ofensive antipartizani. Cele mai mari ofensive din această serie au fost acțiunile la care au participat Wehrmachtul, SS-ul, forțele Italiei Fasciste, ustașilor, cetnicilor și bulgarilor – Fall Weiss (Planul Alb) și Fall Schwarz (Planul Negru), sau, după cum sunt cunoscute în istoriografia iugoslavă „Ofensiva a 4-a” și „Ofensiva a 5-a”. 
În conflictul cu forțele Axei, partizanii au reușit să câștige sprijinul moral și material (limitat) al Aliaților, care până la un moment dat sprijineau în principal forțele regaliste ale cetnicilor conduse de generalul Dragoljub "Drazha" Mihailović. Până în cele din urmă, Aliații s-au convins că este mai profitabil pentru ei să sprijine partizanii iugolavi de orientare comunistă. Pentru a reuși să se edifice asupra situației de fapt din taberele insurgenților iugoslavi, Aliații au trimis mai multe misiuni în ambele tabere, atât ale comuniștilor cât și ale cetnicilor. Informațiile strânse de ofițerii de legătură aliați au fost cruciale pentru stabilirea priorităților misiunilor de aprovizionare și au modificat strategia aliată în Iugoslavia. Informațiile strânse de misiunile militarea aliate în Iugoslavia au dus la sprijinirea în exclusivitate a partizanilor de orientare comunistă ai lui Tito. În 1942, în ciuda faptului că proviziile asigurate de Aliați erau totuși limitate, taberele cetnicilor și partizanilor lui Tito primeau cantități relativ egale. În anul următor însă, situația aprovizionării s-a schimbat în mod hotărâtor. Ofițerul de legătură britanic F. W. D. Deakin s-a aflat în tabăra lui Tito în timpul desfășurării operațiunii germane „Fall Schwarz”. 
Rapoartele ofițerului britanic conțineau două observații importante. Prima era aceea că partizanii luptau cu mult curaj și agresivitate împotriva germanilor, în ciuda pierderilor grele suferite și de aceea aveau nevoie rapid ajutor. A doua observație era aceea că Divizia I de vânători de munte și Divizia a 104-a de infanterie ușoară germane fuseseră transportați pe calea ferată de pe de pe frontul de răsărit, traversând teritoriile controlate de cetnicii lui Mihailović. Britanicii au interceptat transmisiunile criptate germane prin se confirma inacțiunea cetnicilor. Deși numeroase circumstanțe, întâmplări și motivații rămân neclare, rapoartele misiunilor britanice în Iugoslavia au dus la creșterea interesului Aliaților occidentali față de partizanii procomuniști iugoslavi și a intensității acțiunilor aeriene aliate în regiune. În septembrie 1943, ca urmare a cererii formulate de Winston Churchill, generalul Fitzroy Maclean a fost parașutat în Iugoslavia și devenit ofițerul de legătură al britanicilor pe lângă cartierul general al lui Tito de la Drvar. În timp ce aprovizionarea cetnicilor a fost redusă drastic, partizanii procomuniști au primit grosul proviziilor asigurate de Aliați. 

## Creșterea activității: 1943-45
După încheierea Conferinței de la Teheran din 1943, partizanii iugoslavi au căpătat recunoaștere oficială ca forța legitimă de eliberare recunoscută de Aliați. Prin urmare, a fost înființată „Forța aeriană balcanică a RAF”, aflată sub comanda generalului Fitzroy MacLean, care avea ca principală sarcină sprijinirea tactică și aprovizonarea forțelor lui Tito. 
În a doua jumătate a anului 1944, bucurându-se de sprijinul aeriana al RAF și de colaborarea Armatei Roșii, partizanii și-au concentrat atenția asupra Serbiei, regiune în care luptele fuseseră doar sporadice de la căderea Republicii din Užice din 1941. Pe 20 octombrie, Armata Roșie și partizanii au eliberat Belgradul în timpul unei acțiuni ofensive comune. La începutul iernii 1944-1945, partizanii iugoslavi controlau jumatea estică a Iugoslaviei – Serbia, Muntenegru, țărmul Dalmației și nord-vestul Macedoniei. 
În 1945, efectivele partizanilor ajunseseră la peste 800.000 de oameni  Arhivat în 1 august 2012, la Wayback Machine.. Partizanii au reușit să-i înfrângă pe ustași și pe germani, au eliberat regiunea Srem la sfârșitul iernii și Saraevo la începutul lunii aprilie. Croația și Slovenia au fost eliberate în mai. După cucerirea orașului Rijeka și a peninsulei Istria, care fuseseră parte a Italiei până în perioada interbelică, partizanii au reușit să ocupe orașul Trieste cu doar o zi înaintea atacului aliaților. 
Ultima bătălie a celui de-al doilea război mondial în Europa a fost „bătălia de la Poljana” de pe 15 mai 1945 dintre partizanii iugoslavi și forțele Wehrmachtui și ale forțelor colaboraționiștilor croați și sloveni, aflate în retragere spre Austria.

## Acțiunile de salvare a piloților aliați doborâți de-asupra Iugoslaviei
Partizanii au avut sarcina găsirii, îngrijirii și evacuării piloților aliați doborâți în regiunea Balcanilor. Între 1 ianuarie și 15 octombrie 1944, în conformitate cu statisticile americane, partizanii au evacuat cu succes 795 de piloți, iar cetnicii 356. 33 de „fortărețe zburătoare” s-au prăbușit în Slovenia, iar partizanii și populația civilă au evacuat 303 piloți americani și 30 britanici. 

## Acțiunile de salvare a prizonierilor de război aliați evadați
Partizanii au sprijinit sute de evadați aliați din lagărele de prizonieri ale Axei, proveniți în special din Austria. Evadații erau transportați prin Slovenia, de unde unii erau recuperați de avioanele aterizate la Semič, în timp ce alții erau transportați până în sudul Croației, de unde erau recuperați de vase militare plecate din Bari, Italia. 
Raidul de la Sankt Lorenzen a fost o acțiune a partizanilor iugoslavi, care au reușit ca, într-o singură operațiune, să elibereze 132 de prizonieri aliați în august 1944. În iunie 1944, organizațiile specializate aliate au început să coopereze strâns cu partizanii iugoslavi pentru ajutorarea evadaților din lagărele din Austria de sud. Misiunea aliată din Slovenia a aflat că la Sankt Lorenzen ob Eibiswald, în imediata apropiere a graniței, la cam 50 km de Maribor, se afla un lagăr de muncă slab păzit. Peste 100 de prizonieri aliați erau transportați din lagărul XVIII-D de la Maribor la St. Lorenzen în fiecare dimineața, pentru executarea unor lucrări de întreținere la calea ferată din regiune. Partizanii au luat legătura cu prizonierii și, la sfârșitul lunii august, șapte dintre ei au evadat, profitând de faptul că un paznic adormise în post pe la ora 15:00. După șase ore de la evadare, foștii prizonieri aliați erau în siguranță, într-un sat aflat la 8 km în interiorul teritoriului iugoslav. În dimineața zilei următoare, cei șapte evadați, ajutați de peste 100 de partizani, s-au deplasat în apropierea locului în care se efectuau lucrările de întreținere ale căii ferate și au organizat o ambuscadă. De îndată ce prizonierii au sosit în regiune, partizanii i-au atacat fulgerător și i-au dezarmat pe cei 18 paznici. De la prima tabără a partizanilor s-a transmis prin radio la Londra vestea succesului operaținii. Drumul celor 132 de evadați spre libertate s-a dovedit mai greu pe ruta spre Semič, patrulele germane dovedindu-se foarte active. În timpul deplasării, doi evadați și doi partizani au fost uciși în luptele cu germanii. Restul de 130 de prizonieri au reușit să ajungă cu bine la Bari pe 21 septembrie 1944. 

## Perioada postbelică
Partizanii iugoslavi s-au mândrit cu marea lor realizare – eliberarea patriei prin propriile forțe, cu un ajutor Aliat limitat. Partizanii au primit ajutor atât din parte Aliaților occidentali, cât și din partea Uniunii Sovietice, dar la sfârșitul războiului pe teritoriul național nu erau staționate unități militare aparținând unei puteri străine. În momentul declanșării Războiului Rece, Iugoslavia a pendulat între cele două tabere adverse. 
Între 1947 și 1948, Uniunea Sovietică a încercat să elimine libertatea pe care și-o luase Iugoslavia în domeniul relațiilor externe, ceea ce a dus la ruptura Tito-Stalin. Conflictul sovieto-iugoslav a fost pe punctul de generare al unui conflict armat. A urmat o perioadă în care relațiile sovieto-iugoslavie au fost foarte reci, în timpul căruia SUA și Regatul Unit au sugerat Belgradului să intre în nou formata alianță NATO. Această situație s-a schimbat în 1953, odată cu declanșarea crizei Triestului dintre Iugoslavia și Aliații occidentali, și după 1956, după reconcilierea sovieto-iugoslavă. 
Poziția de mijloc a Iugoslaviei între cele două tabere a Războiului Rece a făcut ca Belgradul să adopte politica de nealiniere, căreia Iugoslavia i-a rămas credincioasă până în momentul disoluției țării.

## Controverse legate de crimele de război
Partizanii și populația locală, (care a acordat un sprijin masiv insurgenților), s-au implicat în perioada imediat următoare încheierii războiului în acțiuni de răzbunare împotriva persoanelor care au colaborat cu forțele de ocupație ale Axei, au luptat împotriva partizanilor, sau împotriva orientării comuniste a noii Iugoslavii. Există mai multe incidente majore, precum masacrul de la Bleiburg (uciderea în masă a cetnicilor, belogardiștilor sloveni și a ustașilor) sau masacrele din doline (execuțiile în masă a fasciștilor și naționaliștilor italieni și a opozanților noului regim comunist iugoslav). Comisia mixtă de istorici italieni și sloveni  înființată în 1993, care s-a ocupat de investigarea incidentelor petrecute pe teritoriul prezent al Italiei și Sloveniei, se pare că execuțiile au avut ca obiective eliminarea persoanelor legate în vreun fel de fascism, (indiferent de responsabilitatea personală a lor) și a celor care se opuneau sau despre care se bănuia doar că se opun guvernului comunist. În Voevodina au avut loc incidente asmănătoare cărora le-au căzut victime fasciștii și separatiștii maghiari. 
Numărul victimelor masacrelor organizate de italieni, germani și colaboratorii lor întrec însă cu mult numărul victimelor crimelor partizanilor iugoslavi. Partizanii nu au avut un program oficial de eliminare al adversarilor, spre deosebire de ustași, cetnici, italieni și germani. 
Ar mai trebui spus că Iugoslavia a suferit pierderi de aproximativ 500.000 de oameni (civili și militari) în timpul ocupației fasciste, din care doar o mică parte reprezintă victimele răzbunării partizanilor. 
Acest capitol al istoriei partizanilor a fost un subiect tabu în fosta RSF Iugoslavia până la sfârșitul deceniului al nouălea, ceea ce a dat prilejul propagandei naționaliste să declanșeze acțiuni pentru manipularea maselor. 

## Moștenire culturală
Din rândurile partizanilor au făcut parte unii dintre cei mai importanți artiști iugoslavi ai secolului al XX-lea. 
Deși experiențele trăite în rândurile partizanilor au avut un impact uriaș asupra creatorilor iugoslavi din a doua jumătate a secolului trecut, cea mai mare parte a operelor lor este considerată în zilele noastre doar propagandă guvernamentală comunistă, în condițiile în care în republicile desprinse din fosta Iugoslavie se află la putere guverne naționaliste. 
Lupta partizanilor a fost bine documentată în memoriile diferiților participanți, memorii care au fost folosite de altfel ca sursă de inspirație pentru câteva lucrări literare importante ale unor scriitori precum Jure Kaštelan, Joža Horvat, Oskar Davičo, Antonije Isaković, Branko Ćopić, Mihailo Lalić și alții. 
Foarte populare în perioada comunistă au fost și benzile desenate, care tratau lupta partizanilor. Cea mai populară serie de benzi desenate a fost Mirko i Slavko a artistului croat Jules Radilović. 

Cea mai vizibilă moștenire a activității partizanilor în fosta Iugoslavie o reprezintă seria de monumente dedicate luptei lor. Cele mai multe monumente sunt considerate în zilele noastre kitschuri socialiste, doar câteva dintre ele având o reală valoare artistică. Mai multe astfel de monumente au fost vandalizate după disoluția RSF Iugoslavia. 
Lupta partizanilor a avut o mare influență și asupra industriei filmului. A fost dezvoltat un gen aparte de film, cu propriile regului și subiecte neoficiale, gen care pot fi comparat până la un punct cu westernul american. 

## Vezi și
- Nevena Georgieva